# Star Trek: Starfleet Academy (videogioco 1997)
Star Trek: Starfleet Academy è un videogioco di simulazione e strategia per PC che simula la vita di un cadetto dell’Accademia della flotta stellare. È stato sviluppato e pubblicato nel 1997 da Interplay Productions e distribuito in Italia da Halifax in versione sottotitolata in italiano. 
La prima edizione era suddivisa in cinque dischi e progettata per Windows e Macintosh.

## Modalità di gioco
Lo scopo del gioco è quello di risolvere le missioni assegnate dall'accademia al personaggio del giocatore. Durante le missioni il giocatore deve gestire gli stati di allarme, prendere decisioni riguardo alla rotta da seguire, le armi da usare e il punto in cui convogliare l’energia. Gli obiettivi delle missioni assegnate dalla flotta sono dinamicamente aggiornati a seconda del comportamento del giocatore. 
All'interno del gioco è possibile consultare i manuali della flotta stellare che sono inoltre riportati in parte all'interno del manuale del gioco intitolato “Manuale di addestramento ai cadetti - Starfleet Academy”. 
Tra una missione e l’altra il giocatore deve occuparsi del proprio equipaggio.
Grazie alla tecnica del FMV, durante il gioco è possibile osservare le scene appositamente girate che hanno lo scopo di guidare le decisioni del giocatore. Le scene sono in inglese sottotitolate in italiano. Nei filmati il giocatore fa da spettatore sino a quando non viene interpellato. Una volta interpellato, il giocatore deve scegliere fra più frasi che cosa dire e la risposta influenza il procedere del gioco. Il direttore della sequenza di movimento, Martin Denning, è stato un pioniere nell'uso delle riprese Green Screen usate per consentire alla telecamera di essere spostata in sincronia con gli sfondi 3D.
Nel gioco è possibile creare missioni personalizzate attraverso un editor. È inoltre possibile giocare in rete, grazie a un modem o alla tecnologia IPX. Il gioco ha una modalità di combattimento multi-player che supporta un massimo di trentadue giocatori.

## Storia
All'interno di Star Trek: Starfleet Academy il giocatore impersona il cadetto umano David Forester, che frequenta il Command College dell’accademia della flotta stellare che si trova a San Francisco. 
A ogni cadetto è assegnato un equipaggio; quello di Forester è composto da:
- Sturek (vulcaniano), ufficiale scientifico;
- Vanda M'Giia (andoriana), ufficiale alle comunicazioni;
- Robin Brady (umano), capo ingegnere;
- Trill Jana Akton (umano), timoniere;
- Geoff Corin (umano), navigatore.[6]

All'accademia sono istruttori il capitano James Kirk, il comandante Pavel Chekov e il comandante Hikaru Sulu.
Nel gioco è presente il Vanguard, gruppo terroristico dedito a rovesciare il governo della Federazione e installare Kirk come despota. Il giocatore può decidere se provare a sventare gli attacchi del Vanguard. È possibile inoltre decidere d'indagare sulla causa delle crescenti tensioni attorno alla Zona Neutrale Klingon.

## Riconoscimenti
Le vendite di Star Trek: Starfleet Academy hanno raggiunto 40.000 unità in quattro giorni rendendolo il gioco più venduto in nord America. Già durante la prima settimana è stato venduto il 25% dell’inventario totale. Kim Motika, vice presidente alle vendite di Interplay per il Nord America dichiarò che Starfleet Academy era il titolo più venduto che la interplay avesse mai pubblicato.

Il gioco è stato definito mediocre dalla rivista americana Next Generation, dal sito internet GameSpot, dalla rivista finlandese Pelit e dalla rivista americana Computer Gaming World. 
Starfleet Academy ha invece ricevuto buone recensioni dal sito Just Games Retro, dalla rivista tedesca PC player e dalla rivista olandese GAMEPLAY. 
Nel 1997 la rivista tedesca PC Gamer ha assegnato a Star Trek: Starfleet Academy il premio per le migliori cutscenes.
Nel 1997 il gioco è stato finalista, ma senza vincere, agli Academy of Interactive Arts & Sciences per le categorie:
- Gioco di simulazione dell’anno;[12]
- Successo nel suono e nella musica;[12]
- Eccezionale risultato in ingegneria del software.[12]

## Espansioni
Starfleet Academy: Checkov's Lost Missions è un'espansione di Star Trek: Starfleet Academy che contiene nuove missioni. All'interno dell’espansione George Takei (interprete di Sulu) e Walter Koenig (interprete di Pavel Chekov) continuano l'addestramento all'Accademia del cadetto Forester con sette nuove missioni. 
All'interno dell'espansione sono stati introdotti lo stato degli scudi come nuova variabile, la visione esterna della nave e due nuove versioni di gioco chiamate Mo' Profits e Capture the Flag.

## CD
Nel 1997 è stato pubblicato un disco contenente i 22 brani della colonna sonora del videogioco. Per la colonna sonora venne usata un’orchestra dal vivo. I brani sono stati composti da Ron Jones (compositore della colonna sonora di alcuni episodi della serie TV “Star Trek” ) e Brian Luzietti.

## Film
Starfleet academy insieme a Klingon Academy è stato usato per realizzare un film, uscito nel 1997. Il film si svolge principalmente all'interno dell'accademia della flotta stellare dove David Forester, interpretato da Peter Kluge, fatica a imparare a comandare il suo equipaggio.
Wired ha definito in un articolo il film come brutto dicendo che 
(Charlie Jane Anders, Kirkin' overtime: the weird late-’90S Star Trek mashup you didn't know about)
.

## Libro
Diane Carey nel 1997 ha pubblicato un libro intitolato Starfleet Academy tratto dal videogioco. 
Nel libro il cadetto della scuola di comando David Forester deve fermare un complotto dedito al sabotaggio dell’accademia e salvare il proprio equipaggio. Forester affronterà questa missione insieme al Capitano James T. Kirk, al Comandante Hiraku Sulu e al Comandante Pavel Chekov. 

## Serie TV
Nel 2018 è stata proposta una serie TV ispirata al videogioco Starfleet Academy, supervisionata dai creatori Stephanie Savage e Josh Schwart.